# Terriente (kommunhuvudort)
Terriente är en kommunhuvudort i Spanien.   Den ligger i provinsen Provincia de Teruel och regionen Aragonien, i den centrala delen av landet, 190 km öster om huvudstaden Madrid. Terriente ligger 1 435 meter över havet och antalet invånare är 190.
Terrängen runt Terriente är huvudsakligen kuperad, men den allra närmaste omgivningen är platt.  Trakten runt Terriente är nära nog obefolkad, med mindre än två invånare per kvadratkilometer. Närmaste större samhälle är Albarracín, 13,3 km norr om Terriente. Omgivningarna runt Terriente är i huvudsak ett öppet busklandskap.